# (9170) 1988 TG5
1988 تي جي 5 (ويعرف أيضًا باسم (9170) 1988 تي جي 5 وفق تسمية الكوكب الصغير) (بالإنجليزية: 1988 TG5)‏ هو كويكب ضمن حزام الكويكبات؛ وترتيبه 9170 من حيث الاكتشاف.
اكتُشف هذا الجُرم الفلكي بواسطة هيروشي كانيدا في 3 أكتوبر 1988.

## وصلات خارجية
- (9170) 1988 TG5 في قاعدة بيانات مختبر الدفع النفاث لأجرام النظام الشمسي الصغيرة

- الاكتشاف · مخطط المدار ·  العناصر المدارية · المعلمات المادية

- (9170) 1988 TG5 على موقع ويكي سكاي: DSS2, SDSS, GALEX, IRAS, Hydrogen α, X-Ray, Astrophoto, Sky Map, Articles and images